# Aleksy Kozłow
Aleksy Kozłow (ur. 1911 w Budino na Białorusi, ZSRR, zm. ?) – inżynier, pułkownik Ludowego Wojska Polskiego, kapitan Armii Czerwonej.

## Życiorys
Białorusin, oficer pochodzenia polskiego, wnuk polskiego ziemianina zamieszkałego na Białorusi. W Armii Czerwonej od 1936] powołany do wojska po zakończeniu Wydziału Drogowo-Mostowego w Instytucie Budownictwa w Mińsku. W okresie 17–29 września 1939 roku, jako dowódca 20 batalionu saperów, brał udział w zajmowaniu terenów Polski na kierunku Lida–Grodno. W latach 1940–1944 był wykładowcą mostów w Oficerskiej Szkole Inżynieryjnej w Miczurinsku. W stopniu kapitana w kwietniu 1944 skierowany do Wojska Polskiego na stanowisko wykładowcy w Oficerskiej Szkole Saperów w Przemyślu. Brał udział w organizowaniu Oficerskiej Szkoły Saperów, a wraz z rozpoczęciem cyklu szkolenia w 1944 na stanowisku wykładowcy. Od marca 1945, w ramach praktyk frontowych – szef sztabu 10 batalionu saperów 1 Warszawskiej Brygady Saperów, przeszedł szlak bojowy z batalionem od Odry do Łaby. Po zakończeniu wojny powrócił do OSSaperów. W latach 1945–1952 starszy wykładowca i kierownik Cyklu Dróg i Mostów Oficerskiej Szkoły Inżynieryjno-Saperskiej, w 1952 zastępca komendanta OSIS, od grudnia 1952 do stycznia 1955 komendant Szkoły. Po przekazaniu obowiązków komendanta OSIS szef Oddziału szkolenia Szefostwa Wojsk Inżynieryjnych MON. Jesienią 1955 wrócił do ZSRR.
Odznaczenia: Krzyż Kawalerski i Oficerski Orderu Odrodzenia Polski, Krzyż Walecznych, Srebrny Krzyż Zasługi (dwukrotnie), medale polskie i sowieckie.